# غودفري تشيتالو
غودفري تشيتالو (بالإنجليزية: Godfrey Chitalu)‏ (22 أكتوبر 1947 – 27 أبريل 1993) كان لاعب كرة قدم ومدرب زامبي سابق. كان يجيد اللعب في خط الهجوم حيث سجل 76 هدف مع منتخب زامبيا لكرة القدم. توفي في حادث طائرة منتخب بلاده أثناء سفره إلى السنغال لخوض أولى مباريات تصفيات كأس العالم 1994 في دور المجموعات. هناك مصادر تؤكد بأنهُ صاحب الرقم القياسي 107 لعدد الأهداف المسجلة في عام ميلادي واحد وبذلك يكون متفوقًا على ليونيل ميسي لاعب برشلونة بـ16 هدف.
في عام 2006 اختاره الكاف كأحد أفضل 200 لاعب أفريقي في الخمسين سنة الماضية.

## روابط خارجية
- غودفري تشيتالو على موقع الاتحاد الدولي (مؤرشف)  (الإنجليزية)
- غودفري تشيتالو على موقع قاعدة بيانات كرة القدم.إي يو (الإنجليزية)
- غودفري تشيتالو على موقع ناشيونال فوتبول تيمز (الإنجليزية)
- غودفري تشيتالو على موقع عالم كرة القدم.نت (الإنجليزية)
- غودفري تشيتالو على موقع أوليمبيديا (الإنجليزية)